# Epinotia cruciana
Epinotia cruciana es una especie de polilla del género Epinotia, categorizada en la tribu Eucosmini, de la subfamilia Olethreutinae.
La envergadura es de 12-15 mm.

## Distribución
Se distribuye por Europa: Suecia, Francia, Reino Unido y Alemania. También registrada en América del Norte.

## Taxonomía
Fue descrita por Carlos Linneo en 1761.
Tratamiento taxonómico
La especie aparece registrada y publicada en Fauna Svecica: 347.